# Gritzer Hörndl
Das Gritzer Hörndl, eigentlich Gritzer Hörndle,  ist ein 2631 m ü. A. hoher Berg in der Lasörlinggruppe in Osttirol. Er liegt eine halbe Stunde Wanderzeit südöstlich des Gritzer Sees.
Nachbarberge sind der Gritzer Kogel (2772 m ü. A.) im Norden, die Scheibe (2766 m ü. A.) im Nordwesten und der Kastal (2776 m ü. A.) im Westen.
Der Aufstieg von der Speikbodenhütte oberhalb von St. Veit  nimmt etwa zwei Stunden Gehzeit in Anspruch.
|  |